# Crançot
Crançot ist eine Ortschaft und eine Commune déléguée in der französischen Gemeinde Hauteroche mit 596 Einwohnern (Stand: 1. Januar 2018) im Département Jura in der Region Bourgogne-Franche-Comté. 

## Geographie
Crançot liegt auf 515 m, etwa acht Kilometer östlich der Stadt Lons-le-Saunier (Luftlinie). Das Haufendorf erstreckt sich im Jura, im Süden des Plateau Lédonien (erstes Juraplateau), zwischen dem Erosionstal des Cirque de Baume im Nordwesten und den Höhen der Côte de l’Heute im Osten.
Die Fläche des 14,37 km² großen vormaligen Gemeindegebiets umfasst einen Abschnitt des französischen Juras. Das gesamte Gebiet wird von der Ebene des Plateau Lédonien eingenommen, die durchschnittlich auf 520 m liegt und teils von Acker- und Wiesland, teils von Wald bestanden ist. Das Plateau besitzt keine oberirdischen Fließgewässer, weil das Niederschlagswasser im verkarsteten Untergrund versickert. Im Westen reicht der Gemeindeboden bis in den Bois de Perrigny. Die nördliche Abgrenzung verläuft meist entlang der Oberkante der Felswand, die den Cirque de Baume umgibt. Nach Osten erstreckt sich das Gemeindeareal in die ausgedehnten Waldgebiete von Bois des Chaumois und Bois du Latet. Mit 561 m wird hier die höchste Erhebung von Crançot erreicht.
Zu Crançot gehörte der Weiler Sur Roche (510 m) auf dem Plateau südlich des Cirque de Baume. Nachbarorte von Crançot sind Baume-les-Messieurs im Norden, Mirebel im Osten, Vevy im Süden sowie Perrigny im Westen.

## Geschichte

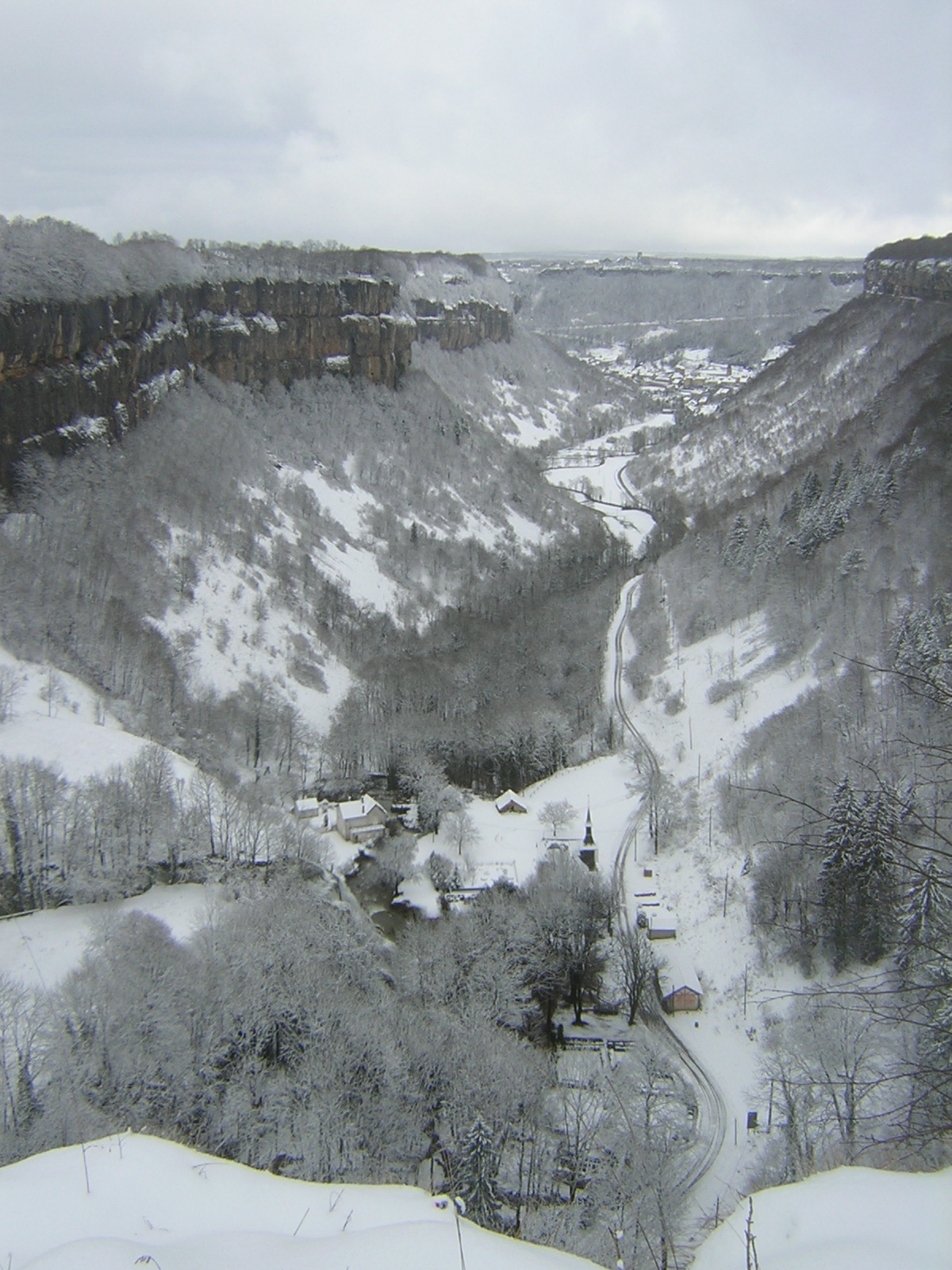
Blick vom Belvédère des Roches de Baume in den Cirque de Baume

Erstmals urkundlich erwähnt wird Crançot im 11. Jahrhundert. Der Ortsname geht vermutlich auf das keltische Wort kranno (Stein) zurück. Das ebenfalls auf dem heutigen Gemeindegebiet gelegene Dorf On wurde im 14. Jahrhundert zerstört. Zusammen mit der Franche-Comté gelangte Crançot mit dem Frieden von Nimwegen 1678 an Frankreich.
Als sich Frankreich im Zweiten Weltkrieg unter deutscher Besatzung befand, organisierte der Lehrer und Gemeindesekretär Marcel Renaud zusammen mit seiner Frau Jeanne, ebenfalls Lehrerin, den lokalen Widerstand der Résistance. Ihre Gruppe sammelte beim ersten alliierten Falschirmabwurf am 20. April 1943 die Waffen ein, die für die Kampfzellen der Résistance bestimmt waren. Unterstützung erhielt Marcel Renaud von der lokalen Polizei, die seine Aktionen deckte. Nach dem dritten Abwurf am 15. April 1944 wurde Renaud von den Deutschen und der Milice française gesucht. Er ging in den Untergrund.
Mit Wirkung vom 1. Januar 2016 wurde Crançot mit den früheren Gemeinden Granges-sur-Baume und Mirebel zur Commune nouvelle Hauteroche zusammengelegt und ist seither deren Hauptort (Chef-lieu). Die Gemeinde Crançot gehörte zum Arrondissement Lons-le-Saunier und zum Kanton Poligny.

## Sehenswürdigkeiten
Die Dorfkirche Sainte-Marie-Madeleine wurde Mitte des 16. Jahrhunderts in gotischen Stilformen erbaut. Eine Kapelle stammt aus dem 18. Jahrhundert. Von der Belvédère des Roches de Baume bietet sich ein schöner Blick auf die Felsabstürze des Cirque de Baume.

## Bevölkerung
| Bevölkerungsentwicklung | Bevölkerungsentwicklung |
| Jahr                    | Einwohner               |
| ----------------------- | ----------------------- |
| 1962                    | 362                     |
| 1968                    | 376                     |
| 1975                    | 355                     |
| 1982                    | 454                     |
| 1990                    | 485                     |
| 1999                    | 489                     |
| 2006                    | 484                     |
| 2018                    | 596                     |

Nachdem die Einwohnerzahl in der ersten Hälfte des 20. Jahrhunderts deutlich abgenommen hatte (1881 wurden noch 508 Personen gezählt), wurde seit Mitte der 1970er Jahre wieder ein Bevölkerungswachstum verzeichnet.

## Wirtschaft und Infrastruktur
Crançot war bis weit ins 20. Jahrhundert hinein ein vorwiegend durch die Landwirtschaft und die Forstwirtschaft geprägtes Dorf. Schon früh wurde bei Crançot Marmor abgebaut, wobei die Ausbeutung der Steinbrüche Mitte des 20. Jahrhunderts eingestellt wurde. Daneben gibt es heute einige Betriebe des Klein- und Mittelgewerbes, darunter eine Sägerei und ein Unternehmen der Elektromechanik. Mittlerweile hat sich das Dorf auch zu einer Wohngemeinde gewandelt. Viele Erwerbstätige sind Wegpendler, die in den größeren Ortschaften der Umgebung ihrer Arbeit nachgehen.
Die Ortschaft ist verkehrstechnisch recht gut erschlossen. Sie liegt an der Hauptstraße D471, die von Lons-le-Saunier nach Champagnole führt. Weitere Straßenverbindungen bestehen mit Vevy, Baume-les-Messieurs und La Marre.